# 洛文圖埃縣

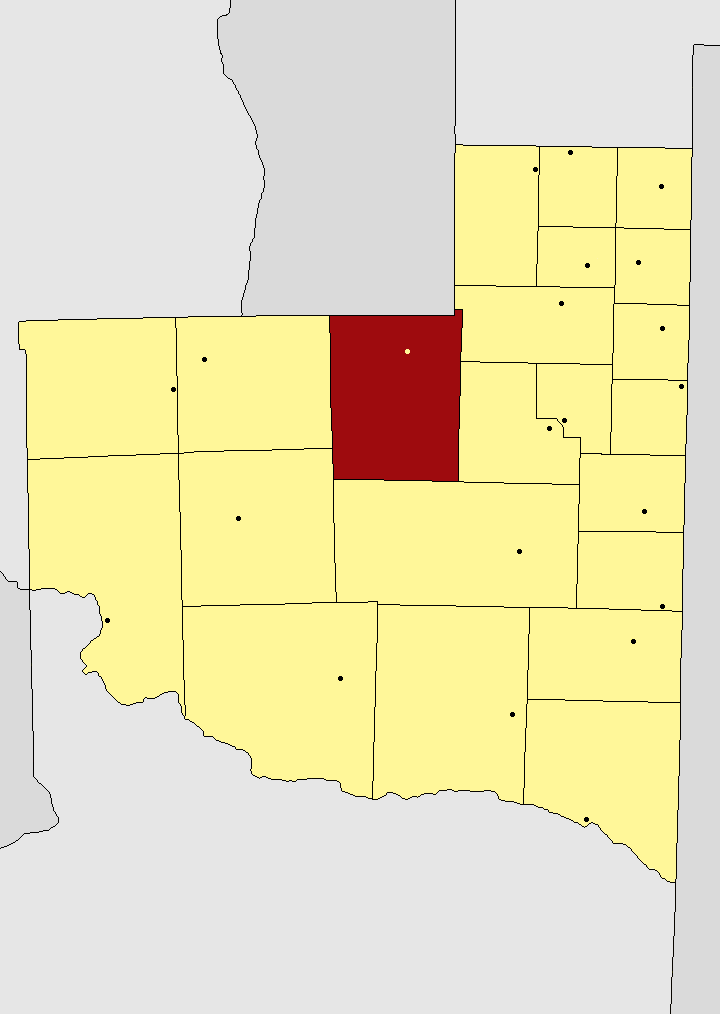

36°12′59″S 65°26′14″W / 36.21639°S 65.43722°W
洛文圖埃縣（西班牙語：Departamento Loventué），是阿根廷的縣份，位於該國中部拉潘帕省，首府設於維克托里卡，面積9,235平方公里，2010年人口8,619，人口密度每平方公里0.9人。